# Gymnasium Neusiedl
Das Gymnasium Neusiedl ist ein Gymnasium und Realgymnasium in Neusiedl am See.

## Lage
Im Süden von Neusiedl am See ist das Gymnasium in unmittelbarer Nähe zum Schilfgürtel des Neusiedler Sees gelegen. Im Norden begrenzt die Bundesschulstraße das Schulareal. Die Seestraße schließt sich im Osten an das Schulgelände an. Südlich des Gymnasiums befindet sich die Neusiedler Mittelschule.

## Geschichte
Das Gymnasium Neusiedl wurde am 6. September 1965 als Expositur des BG/BRG/BORG Eisenstadt gegründet. Die ersten Klassen befanden sich im Gebäude der alten Volksschule (heute Musikschule). Bis zum Schuljahr 1970/71 gab es weiters Klassen im Pfarrheim und im Rathaus.
1971 wurde das neue Schulgebäude am heutigen Standort eröffnet. Am 1. Januar 1972 wurde die Schule als Bundesgymnasium und Bundesrealgymnasium Neusiedl am See selbstständig.
Aufgrund von Platzmangel gab es in den Jahren 1993 bis 94 einen ersten Zubau. 2010 wurde mit einem Neubau begonnen, der im Herbst 2012 fertiggestellt wurde.

## Architektur und Kunst

### Architektur
Das Gebäude aus den 1970er Jahren wurde im laufenden Schulbetrieb nach den architektonischen Entwürfen der Arbeitsgemeinschaft solid architecture und K2architektur generalsaniert und erweitert. Der Schulkomplex ist streng orthogonal ausgerichtet. Er besteht aus drei in Nord-Süd-Richtung verlaufenden zweigeschoßigen Klassentrakten und einem Turnsaaltrakt. Beide Gebäudeteile wurden über einen eingeschoßigen, in Ost-West-Richtung verlaufenden Baukörper verbunden. Besonders markant an dem Neubau ist die Fassadengestaltung der Klassentrakte. Eine lebendige Farbgestaltung verleiht dem gesamten Schulkomplex eine identitätsstiftende Wirkung. Das Farbkonzept nimmt nach Auffassung der Architekten Bezug auf den eindrucksvollen Baumbestand im Pausenhof. Die dominierenden Farben Grün, Beige und Weiß des Schulgebäudes bilden das Farbspiel der Borke und der Blätter der Platanen (Platanus × acerifolia) ab.
Für die Sanierung und Erweiterung wurde die Arbeitsgemeinschaft im Jahre 2012 mit dem Architekturpreis des Landes Burgenland ausgezeichnet.

### Kunst
Ein Kunstobjekt von Herwig Kempinger mit dem Namen Telefon wurde am Eingang der Schule installiert.
Aus den nachfolgenden Zeilen schuf Kempinger das Kunstprojekt:

“The woods are lovely, dark and deep,
But I have promises to keep,
And miles to go before I sleep,
And miles to go before I sleep.”

Der Text ist die vierte und letzte Strophe des populären Gedichts „Stopping by Woods on a Snowy Evening“ (deutsch: Anhalten im Wald an einem schneereichen Abend) von dem bedeutenden amerikanischen Poeten Robert Frost.
Der deutschsprachige Dichter und Lyriker Paul Celan übersetzte die Strophe folgendermaßen:

„Anheimelnd, dunkel, tief die Wälder, die ich traf.
Doch noch nicht eingelöst, was ich versprach.
Und Meilen, Meilen noch vorm Schlaf.
Und Meilen Wegs noch bis zum Schlaf.“

Auf diese Strophe nimmt der amerikanische Filmregisseur Don Siegel in dem Agentenfilm Telefon aus dem Jahre 1977 Bezug. Schläfer-KGB-Agenten werden in dem Film durch einen Telefonanruf mit der Textsequenz wieder aktiviert.
Kempinger verarbeitet die einzelnen Buchstaben dieser Strophe zu Aluminiumgussformen und stapelt die 98 Buchstaben zu einer 5 Meter hohen Metallstele mit Sockel. Die Buchstabenskulptur verweist zum einen auf die grundlegenden Elemente des Lernens und zum anderen auf die Aufgabe der Schule, den Schülern ihre Begabungen und Neigungen bewusst zu machen, damit sie ein selbstbestimmtes Leben führen können.

## Bildungsangebot
Das Gymnasium Neusiedl bietet als Bundesgymnasium und Bundesrealgymnasium neben einer Vielzahl anderer Gegenstände auch eine Auswahl an Fremdsprachen sowie zahlreiche naturwissenschaftliche Unterrichtsfächer an.

### Fremdsprachen
Neben Englisch können die Schüler auch Latein, Französisch, Italienisch und Spanisch lernen.
Seit 1991 wird das Projekt „English in Action“ an der Schule angeboten, das von der langjährigen Englisch- und Religionslehrerin Mag. Christine Neuner mit ins Leben gerufen wurde. Des Weiteren gibt es jährliche Sprachreisen in das Vereinigte Königreich, nach Irland, Frankreich und Italien.
Von den 1990er-Jahren bis ins Schuljahr 2014/15 wurde am Gymnasium Neusiedl bilingualer Unterricht mit Unterrichtssprache Englisch angeboten.

### Naturwissenschaften
Sowohl in der Unter- als auch in der Oberstufe gibt es die Fächer Biologie, Physik und Chemie.
In der 9. Schulstufe werden alle Schüler in Informatik unterrichtet. Unterstufenschüler erhalten durch e-Learning im Schulalltag (eLSA) eine digitale Grundausbildung.
Schüler des Realgymnasiums haben außerdem die Fächer Geometrisches Zeichnen (Unterstufe) beziehungsweise Darstellende Geometrie (Oberstufe).

### Sport
Am Gymnasium Neusiedl gibt es sowohl eine Buben- als auch eine Mädchen-Fußballmannschaft.
| Schuljahr | Erfolg                                                           |
| --------- | ---------------------------------------------------------------- |
| 2000/01   | Landesmeister Schülerliga, 10. Platz Bundesmeisterschaften       |
| 2001/02   | Landesmeister, 6. Platz Bundesmeisterschaften                    |
| 2002/03   | Landesmeister (Halle)                                            |
| 2004/05   | Landesmeister (Halle)                                            |
| 2006/07   | Landesmeister, 3. Platz Bundesmeisterschaften                    |
| 2010/11   | Landesmeister (im Freien und in der Halle)                       |
| 2012/13   | Landesmeister                                                    |
| 2013/14   | 4. Platz Bundesmeisterschaften                                   |
| 2014/15   | 8. Platz Bundesmeisterschaften                                   |
| 2015/16   | 2. Platz Bundesmeisterschaften (Halle)                           |
| 2016/17   | Burgenländischer Schülerligameister (im Freien und in der Halle) |

| Schuljahr | Erfolg                                        |
| --------- | --------------------------------------------- |
| 2011/12   | Landesmeister, 4. Platz Bundesmeisterschaften |
| 2012/13   | Landesmeister, 3. Platz Bundesmeisterschaften |
| 2013/14   | Landesmeister, 4. Platz Bundesmeisterschaften |
| 2014/15   | Landesmeister, 8. Platz Bundesmeisterschaften |
| 2015/16   | Landesmeister, 8. Platz Bundesmeisterschaften |
| 2018/19   | Landesmeister, 5. Platz Bundesmeisterschaften |
| 2019/20   | Landesmeister (Halle)                         |

Das Leichtathletik-Team der Schule hat es im Jahr 2002 im Dreikampf bis zum Bundesmeistertitel geschafft.
Im Schuljahr 2014/15 sind sowohl das Beachvolleyball-Team der Buben der Unterstufe als auch das gemischte Beachvolleyball-Team der Unterstufe Landesmeister geworden.
Der Schwimmunterricht der Schule führte in der Vergangenheit mehrmals zu Landesmeistertiteln in dieser Sportart.
Schach, welcher von 1996 bis 2011 angeboten wurde, brachte noch 2014 einen Unterstufen-Bundesmeister hervor.
Bereits seit dem Schuljahr 1968/69 gibt es am Gymnasium Neusiedl Schulskikurse. Im Jahr 2017 konnte ein Team der Schule die burgenländischen Meisterschaften Ski alpin für sich entscheiden.

### Weitere Angebote
Neben einem Chor und einem Schulorchester wird auch das Freifach Darstellendes Spiel angeboten.
Für Schüler der Oberstufe gibt es die Möglichkeit, einen vom Österreichischen Jugendrotkreuz angebotenen Erste-Hilfe-Kurs zu belegen.
Abseits der Unterrichtsstunden können die Schüler ihre Zeit in der Bibliothek oder seit dem Schuljahr 2012/13 auch in der Nachmittagsbetreuung für Unterstufenschüler verbringen.

## Leitung
- 1965–1972 Hermann Halbritter
- 1972–1976 Eberhard Schedl
- 1976–1994 Hermann Halbritter
- 1995 Helmut Titz
- 1995–2002 Gerhard Pschill
- 2002 Gerhard Mollay
- 2003–2022 Walter Roth
- seit 2022 Tanja Bayer-Felzmann

## Bekannte (ehemalige) Schüler
- Kurt Lentsch (* 1959), Politiker[4]
- Erwin Preiner (* 1962), Politiker
- Paul Halwax (* 1974), Tubist bei den Wiener Philharmonikern[4]
- Markus Bugnyar (* 1975), Priester[4]
- Bettina Bogdany (* 1982), Sängerin und Schauspielerin[4]
- Christian Gartner (* 1994), Fußballspieler[4]

## Schulpartnerschaft
Seit dem Jahr 1986 sind das Gymnasium Neusiedl und das Kossuth Lajos Gimnázium (KLG) in Mosonmagyaróvár Schulpartner.